# إدوين بارنز
إدوين بارنز (بالإنجليزية: Edwin Barnes)‏ هو كاهن كاثوليكي بريطاني، ولد في 6 فبراير 1935 في أكسفورد في المملكة المتحدة، وتوفي في 6 فبراير 2019.